# Катапан (Падова)
Катапан је насеље у Италији у округу Падова, региону Венето.
Према процени из 2011. у насељу је живело 16 становника. Насеље се налази на надморској висини од 23 м.